# D'Angelo Jiménez
D'Angelo Jiménez (Santo Domingo, 21 de diciembre de 1977) es un infielder dominicano que se encuentra en la agencia libre. D'Angelo juega principalmente la segunda base. Hizo su debut en Grandes Ligas con los Yanquis de Nueva York en 1999.
En 2002, Jiménez  apareció en un juego como lanzador de los Padres de San Diego. Lanzó un 1/3 de entrada, sin permitir hits y ni carreras. El 23 de octubre de 2006, Jiménez fue liberado por los Atléticos de Oakland haciendo de él un agente libre.
Jiménez comenzó 2007 con el equipo Triple-A Columbus Clippers. Los Nacionales de Washington compraron su contrato el 4 de abril de 2007. Apareció principalmente como bateador emergente y reemplazo defensivo, pero fue un bateador exitoso. El 19 de julio de 2007, Jiménez fue llamado como bateador emergente y conectó un sencillo remolcando la carrera de al victoria después de estar en una horrible racha de bateo de .040.
Firmó un contrato de ligas menores con los Cardenales de San Luis el 19 de diciembre de 2007, y se convirtió en agente libre al final de la temporada. 
El 17 de abril de 2009, Jiménez firmó un contrato de ligas menores con los Yanquis de Nueva York. 
El 19 de junio de 2010, firmó con los Mellizos de Minnesota y lo asignaron al equipo Rochester Red Wings. El 5 de noviembre, Jiménez fue liberado por los Mellizos.

## Liga Mexicana
Jiménez hizo su debut en la Liga Mexicana con los Rojos del Águila de Veracruz, luego pasó a jugar para los Leones de Yucatán.